# Санкции в связи с уничтожением Турцией российского Су-24
Са́нкции в связи́ с уничтожением Турцией российского Су-24 — ограничительные политические, экономические и военные меры, введённые Россией в отношении Турции в ответ на уничтожение турецкими ВВС российского бомбардировщика Су-24 в небе над Сирией 24 ноября 2015 года.

## Предыстория
Российский бомбардировщик Су-24, совершавший вылет с военной базы «Хмеймим» в Сирии в 30 километрах от границы с Турцией, был сбит 24 ноября 2015 года турецким истребителем F-16.
Власти Турции заявили, что самолёт нарушил воздушное пространство  страны. В Москве это опровергли и заявили, что турецкий F-16 вторгся  в воздушное пространство Сирии.
Российские власти заявили о подготовке санкций в отношении Турции в связи с уничтожением Су-24.

## Санкции против Турции
В соответствии с Указом Президента РФ от 28.11.2015 N 583 «О мерах по обеспечению национальной безопасности Российской Федерации и защите граждан Российской Федерации от преступных и иных противоправных действий и о применении специальных экономических мер в отношении Турецкой Республики (ред.от 25.07.2019)» 30 ноября 2015 года  российское правительство опубликовало список экономических мер по отношению к Турции.
- Приостановлена  деятельность  Смешанной  межправительственной  Российско-Турецкой  комиссии  по торгово-экономическому сотрудничеству; 02 августа 2016 года деятельность Смешанной  межправительственной  Российско-Турецкой  комиссии  по торгово-экономическому сотрудничеству возобновлена[1];
- Приостановлен переговорный процесс с Турецкой Стороной по проекту Соглашения между Правительством Российской Федерации и Правительством Турецкой Республики о торговле услугами и инвестициями, проекту Среднесрочной программы торгово-экономического, научно-технического и культурного сотрудничества между Правительством Российской Федерации и Правительством Турецкой Республики на 2016—2019 годы; 2 августа 2016 года переговорный процесс возобновлён, о чём было направлено соответствующее уведомление.
- Запрещены чартерные перевозки между Россией и Турцией с 1 декабря 2015 года; С 30 июня 2016 года снято ограничение туроператорам и турагентам предоставлять туристическую путёвку, предусматривающее посещение Турецкой Республики[2];
- Ограничено право турецких перевозчиков в осуществление двусторонних автомобильных перевозок, до 2000 единиц;
- Отменён безвизовый режим; После убийства Карлова (19 декабря 2016), Россия заморозила переговоры по отмене виз для граждан Турции[3];
- Введён запрет  найма турецких рабочих с 1 января 2016 года;
- Запрещён ввоз ряда продовольственных товаров из Турции с 1 января 2016 года[4]; С 20 октября 2016 допущено к ввозу следующие продукты: апельсины, мандарины, сливы и персики[5]; С 18 марта 2017 допущено к ввозу следующие продукты: гвоздики свежие; лук репчатый и лук шалот, свежий или охлаждённый; капуста цветная и брокколи, свежие или охлажденные; жевательная резинка, покрытая или не покрытая сахаром; соль (включая соль столовую и денатурированную)[6]. С 10 июня 2017 допущено к ввозу следующие продукты: части тушек и субпродукты кур домашних, части тушек и субпродукты индеек, огурцы, виноград, яблоки, груши, земляника и клубника[7];

- Запрет для организаций, находящихся под юрисдикцией Турецкой Республики, а также для организаций, контролируемых гражданами Турецкой Республики, на выполнение (оказание) ими отдельных видов работ (услуг) на территории России[8]. В перечень вошли организации в сфере: строительство зданий, инженерных сооружений и строительные специализированные работы; деятельность в области архитектуры и инженерно-технического проектирования, технических испытаний, исследований и анализа; деятельность туристических агентств и прочих организаций, предоставляющих услуги в сфере туризма; деятельность гостиниц и прочих мест для временного проживания; выполнение работ, оказание услуг для обеспечения государственных и муниципальных нужд; обработка древесины[9]. На 31 декабря 2016 70 организаций исключены из данного запрета[10]. 31 мая 2017 года Указом Президента РФ данная санкция отменена[11].

## Последствия санкций

### Для Турции
- Турецкие граждане при въезде в Россию отправляются обратно на родину[12].
- Ростуризм исключил из федерального реестра 19 туристических компаний, связанных с турецким бизнесом[13].
- Анкара пытается перенаправить свой экспорт в Кению, Нигерию и другие африканские страны, чтобы сократить убытки от российских санкций[14].
- Иран запретил реэкспорт турецких товаров в Россию со своей территории[15].
- Абхазия присоединилась к российским санкциям против Анкары. Приняты следующие меры: не допустить работы турецких организаций по проектам госзаказа Абхазии за российские деньги; ограничить деятельность некоммерческих организаций, находящихся под юрисдикцией Турции[16][17].

- Более 1300 гостиниц выставлено на продажу в Турции в связи с проблемами в туриндустрии страны. Ситуацию усугубили санкции, введенные РФ после инцидента со сбитым турецкими ВВС российским самолетом[18].

### Для России
- В начале декабря 2015 года в Казанском федеральном университете был закрыт Центр изучения Турции[12].
- Субъекты Российской Федерации: Башкирия, Тува, Алтай и Хакасия вышли из организации ТюрКСОЙ[19].
- Город Набережные Челны прекратил всякие контакты с турецким городом-побратимом Казаном[20].
- Турция прекратила поставки запчастей для компании Sollers[21].
- С 31 января 2016 года перевозки по территории Турции российским транспортом невозможны[22].
- Наложен негласный запрет на ввоз в Россию тканей и текстильной продукции из Турции[23][24].

## Результат
27 июня 2016 года Президент Турции Реджеп Тайип Эрдоган в послании Президенту России Владимиру Путину принёс свои извинения за сбитый бомбардировщик Су-24, выразил соболезнования родственникам погибшего пилота, а также заявил о судебном расследовании против боевика, связанного со смертью российского пилота. В послании отмечается, что Россия является для Турции другом и стратегическим партнером, с которым турецкие власти не хотели бы портить отношения. 
28 июня премьер-министр Турции Бинали Йылдырым заявил, что Турция готова возместить России ущерб за уничтожение турецкими ВВС российского Су-24.
Таким образом, на 25 июля 2019 года санкции с Турции сняты частично. Действуют запреты в отношении ввоза томатов на территорию России, безвизового режима для граждан Турции (за исключением лиц имеющие служебные и специальные паспорта), сохранение повышенного контроля за деятельностью турецких автоперевозчиков на территории РФ и сохранения усиленного портового контроля, а также контроля по обеспечению транспортной безопасности акваторий российских морских портов в Азово-Черноморском бассейне.